# Agrotis confluens
Agrotis confluens là một loài bướm đêm trong họ Noctuidae.